# Александър Миланов
Александър Миланов Александров е български писател, преводач и обществен деец.

## Биография
Роден е на 10 октомври 1933 г. в село Коюн бунар, днес Овчи кладенец, Ямболска област. Завършва гимназия в Ямбол през 1952 г. и Руска филология в Софийския държавен университет през 1957 г. Същата година започва професионалната си дейност като учител в гр. Чирпан. До 1985 г. работи като журналист и редактор във вестниците „Народна младеж“ и „Студентска трибуна“, списание „Смяна“, в издателствата „Народна младеж“, „Наука и изкуство“ и „Народна култура“. От 1985 до 1991 година е главен редактор на списанието за световен хумор и сатира „Апропо“. Съосновател е през 1988 г. на Обществен комитет за екологична защита на Русе и на Клуб за подкрепа на гласността и преустройството, в чието ръководство е избран при учредяването му. През март 1991 година Александър Миланов е избран за председател на Съюза на преводачите в България. През 1992 г. е натоварен с дипломатическата мисия по откриването на българско посолство в Кишинев, Република Молдова. Изпълнителен директор е на Национален дарителски фонд „13 века България“ в периода 1995 – 1996 г. Член е на Съюза на българските журналисти, Съюза на преводачите в България и на Съюза на българските писатели. Почетен член е на Съюза на унгарските писатели.
Александър Миланов е лауреат на редица български и международни награди за авторска и преводна литература. За постиженията си в областта на българската култура е награден с Държавен орден „Св. св. Кирил и Методий“ – I степен.
Автор е на повече от 20 книги със сатирични стихотворения, лирика; приказки и стихове за деца; преводи от немски, унгарски и руски език. Превеждал е Пушкин, Есенин, Петьофи, Гьоте, Хайне и други. Негови стихотворения са превеждани на руски, унгарски, украински, беларуски, грузински, сръбски, румънски, албански, английски, френски, монголски, японски.
Най-активно участва в обществения живот на България като основното си внимание насочва към българските общности извън България. Съучредител на Дружеството за връзки с бесарабските и таврийските българи „Родолюбец“ (1990 г.), избран е за негов говорител, а по-късно и за председател. Пише голям брой статии за проблемите на българите зад граница. Ратува България да има трайна политика към нашите сънародници извън страната – политика, която да не зависи от смяната на правителствата.
А. Миланов подпомага литературното развитие и представя пред българската общественост редица самобитни и млади български поети и писатели от чужбина, сред които Петър Бурлак–Вълканов, Нико Стоянов, Михаил Бъчваров - Бондар, Георги Барбаров, Татяна Танасова, Владимир Калоянов, Николай Куртев, Анна Малешкова, Димитър Боримечков, Мишо Хаджийски от Бесарабия и Таврия (Молдова и Украйна), Назиф Докле, Садик Идризи–Алабак, Вейсал Хамза от Гора (Албания и Косово), Софика Мале, Афродита Стерьо и Илда Йован от Мала Преспа (Албания) и Зденка Тодорова, Иван Николов от Западните покрайнини.
За заслугите си към каузата на българите извън България е удостоен с почетен медал „Иван Вазов“ на Държавната агенция за българите в чужбина.

## Съчинения
- Анатема – сатирични стихове, 1959;
- Слънца, които не залязват – очерци, 1962;
- Пролетна опасност – сатирични стихове, 1963;
- Разговор след години – лирика, 1965;
- Рай за грешници – сатирични стихове, 1967;
- Омагьосаният бор – поема за деца, 1967;
- Приключенията на Пуйчо – поема приказка, 1967;
- Венец от звезди – стихове за деца, 1968;
- Бостански човечета – повест за деца, 1971;
- Една усмихната вселена – лирика, 1976;
- Бояджишкият бунт – документална повест, 1977;
- Весели злополуки – стихове за деца, 1978;
- Гостилница за гладни – сатирични стихове, 1981;
- Шахматен свят – сатирични стихове, 1982;
- Сърдечно отделение – лирика, 1983;
- Световно устройство – сатирични стихове, 1989;
- Кришка-мишка – стихове за деца, 1989;
- Шипове от ореоли – сатирични стихове, 1990;
- Преобличането на Илия – сатирични стихове, 1994;
- Каламбуриада – сатирични стихове, 2003;
- Между Африки и Арктики – избрано, 2003;
- Скитници в стихове – преводи на унгарска поезия, 2003

## Награди
- През 2004 г. е удостоен с Национална награда за художествен превод „Стоян Бакърджиев“, присъждана от Община Пазарджик на български и чужди преводачи за принос в българското преводаческо изкуство за превод на поезия или проза.[1]